# Kaye Elhardt
Kaye Elhardt (Los Angeles, 28 agosto 1935 – Los Angeles, 1º settembre 2004) è stata un'attrice statunitense.

## Filmografia parziale

### Cinema
- Il kimono scarlatto (The Crimson Kimono), regia di Samuel Fuller (1959)
- Dr. Goldfoot e il nostro agente 00¼ (Dr. Goldfoot and the Bikini Machine), regia di Norman Taurog (1965)
- The Navy vs. the Night Monsters, regia di Michael A. Hoey (1966)
- The Billion Dollar Hobo, regia di Stuart E. McGowan (1977)

### Televisione
- West Point – serie TV, episodio 1x13 (1956)
- Telephone Time – serie TV, episodio 3x10 (1957)
- Harbor Command – serie TV, episodio 1x23 (1958)
- The Rough Riders – serie TV, episodio 1x03 (1958)
- Philip Marlowe – serie TV, episodio 1x10 (1959)
- Rescue 8 – serie TV, episodio 1x36 (1959)
- Maverick – serie TV, un episodio (1959)
- Tombstone Territory – serie TV, 2 episodi (1958-1960)
- Tightrope – serie TV, episodio 1x25 (1960)
- Surfside 6 – serie TV, episodi 1x13-1x26-2x02 (1960-1961)
- Hawaiian Eye – serie TV, 2 episodi (1960-1962)
- Perry Mason – serie TV, 3 episodi (1961-1962)
- Indirizzo permanente (77 Sunset Strip) – serie TV, 8 episodi (1959-1964)
- Io e i miei tre figli (My Three Sons) – serie TV, 5 episodi (1962-1967)
- Tre nipoti e un maggiordomo (Family Affair) – serie TV, 2 episodi (1968-1969)